# Fabien Kočí
Fabien Kočí (* 17. října 2002 Ostrava) je český lední hokejista hrající na postu obránce.

## Život
S hokejem začínal ve svém rodném městě, v tamním vítkovickém klubu. V letech 2016/2017 a 2017/20218 nastupoval za jeho výběr do šestnácti let. Poté se na sezónu 2018/2019 přesunul do Frýdku-Místku, kde nastupoval za tým do devatenácti let. Následně pro ročník 2019/2020 přestoupil do havířovského celku, v němž hrál za místní juniory. Sezónu 2020/2021 strávil jak mezi havířovskými juniory, tak nastupoval rovněž za muže tohoto týmu. To se opakovalo i v sezóny 2021/2022. Ročník 2022/2023 strávil na hostováních, a to v Olomouci a především v Dukle Jihlava. Do jihlavského celku na ročník 2023/2024 přestoupil a ve dvou zápasech během něj formou střídavých startů vypomáhal litvínovské Vervě. Před sezónou 2024/2025 se stal hráčem pražské Slavie.